# أمالي سيفكنج
امالي فيلمين سيفكنج (بالألمانية: Amalie Sieveking)‏ هي ناشطة اجتماعية ألمانية لها الكثير من الأعمال الخيرية ومؤسسة الجمعية النسائية للفقراء والعاجزين، وبادرت في تعين وتدريب الفقراء وتحسين المبان من أجل المستشفيات والسكن المنخفضين التكاليف. وُلدت امالي في الخامس والعشرين من شهر يوليو (تموز) لعام 1794 وتُوفيت في الأول من شهر أبريل (نسيان) لعام 1859، وتُعد من رواد العمل الاجتماعي الألماني الحديث.

## السيرة الذاتية
وُلدت امالي في مدينة هامبورغ الألمانية حيث كان والدها هاينرش كرستيان سيفكنج (المُتوفي عام 1809)عضوًا في مجلس الشيوخ وكذلك كان جد زوجته كارولينا لويسي أيضًا. بعد وفاة والدها تم دعمها بمعاش تقاعدي من مجلس الشيوخ وتبنتها عائلة عمها واهتمت بابنهم المعوق

، اهتمت بتعليم بنات شقيقتها وأسست مدرسة لتعليم الفتيات الاتي أصبح الكثير منهن معلمات للعائلات المرموقة
 وفي كل أحد كانت تُدرس امالي الفتيات في ملاجئ الفقراء.
لقد كانت الكنائس الحرة (كنائس بروتستانتية في كل بلد) بمثابة إلهام للكنائس الانجيلية في ألمانيا للاهتمام بالمرض والسماح للمرأة للمساهمة في الأعمال الخيرية. خلال مراحل حياتها العلمية الأولى تأثرت بعصر التنوير، وبعد تعميدها ووفاة أخيها اتجهت لحركة النهضة المسيحية التي كانت مكتسحة ألمانيا كما أنها تأثرت بعلماء دين مشهورين مثل يوهان هينريش فيشرن ويوهان فيلهيم راوتينبرج وماتياس كلاوديوس

و لا سيما راوتينبرج الذي جعل من سانت جيورج في هامبورغ مركزًا لتقوى حيث كان له أثرًا عظيمًا لتوجيه سيفنكنج وأخرين (بما فيهم فيشرن وهاينريش ماتياس سنجلمان) إلي الأعمال الخيرية والشماسة.

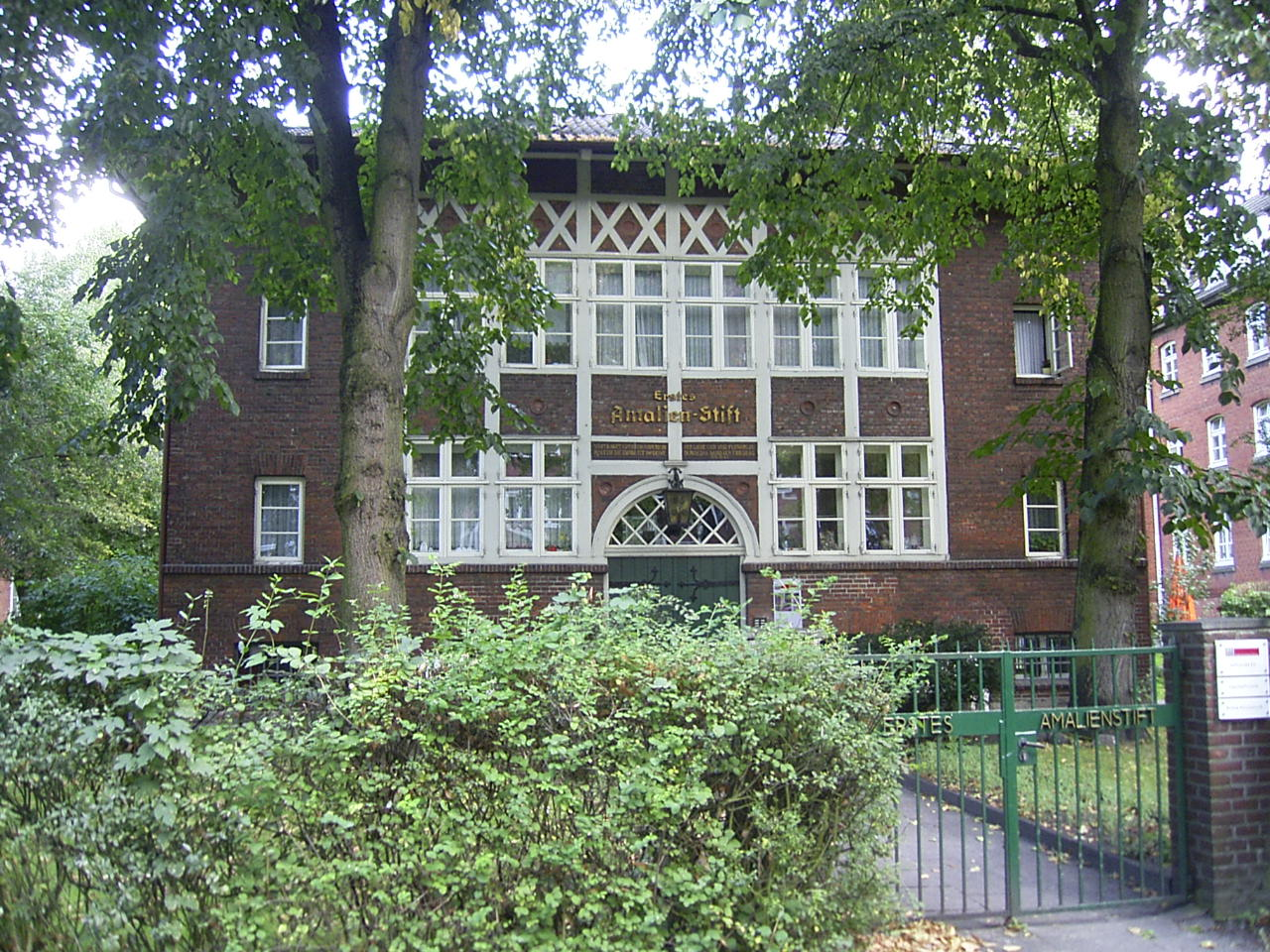
أول جمعية لاميلي في 65شارع شتيفت في هامبورغ

في بداية سن الثامنة عشر قررت أن تظل عزباء وأخذت على نفسها عهدًا بأن تنشأ رابطة دينية أو خيرية مع الراهبات
. فعندما انتشر مرض الكوليرا في هامبورغ في عام 1931 تطوعت للعمل كممرضة في الملاجئ، وناشدت السيدات ذوي المستوى الرفيع للانضمام لها ولكن لم يقبل أحدًا لذلك ذهبت وحدها وسرعان ما وجدت نفسها مسؤولة عن فريق من الممرضات
. في الثالث والعشرين من شهر مايو (أيار) لعام 1832 أسست هي واثنتا عشرة امرأة أخرى الجمعية النسائية للفقراء والعاجزين (بالألمانية: Weiblicher Verein für Armen- und Krankenpflege) وهي جمعية خيرية تهدف لمساعدة الناس من خلال توفير المساعدات المادية والروحانية للأفراد والعائلات الفقيرة والمريضة
. لقد كان العاملين بها مسرورين لحفظ كرامة أولئك الذين يساعدوهم وليساعدوا بالطعام والملابس. كان يتم انتخاب رئيسة المنظمة سنويًا وكانت ترفض سيفكنج أية اقتراحات بأن يكون رئيس المنظمة رجلًا معتبرة أن هذه الجمعية للنساء  وقالت «في كثير من الأحيان ولا سيما في الطبقة العليا لا توفر مسؤولية المنزل والأسرة للمرأة قدرًا كافيًا لطاقتها». في عام 1840 أسست الجمعية الخيرية الدينية امالي (بالألمانية: Amalienstift) وهي كانت مستشفى للأطفال وملجأ للفقراء حيث أكدت هدفها قائلة «بالنسبة إلي فإن أخر ما يهمني هو الاستفادة من العمل مع الفقراء حيث هذا وعد للأخوات اللاتي قد يَوْدَدْنَ الانضمام للعمل في الجمعية، حيث الفائدة الأعلى إلي هي العمل مع النساء». وقد ألهمت منظمتها منظات أخرى ذات طبيعة مماثلة في ألمانيا حيث لأكثر من ستة عشر عامًا تم تأسيس خمسة وأربعين منظمة تابعة لمنظمة سيفكنج، هذه الجمعيات وفرت فرصة لنساء الطبقات العليا للمشاركة في الأعمال الخيرية دون أن يُنظر إليهن وكأنهن من الشماسة 
.في عام 1840 رفضت سيفكنج منصب مراقب مستشفى بيتانين في برلين وقد كان قس كاسيرفيرت القس فليدنر هو من عرض عليها هذا المنصب.
كان تيدور فليدنير في عام 1836 متأثرًا بسيفكنج عندما أسست أول مستشفى لطائفة البروتستانت في كاسيرفيرت والتي تحولت إلى مدرسة حديثة رائدة في مجال التمريض. وقد كان مسؤولًا عن تأسيس الشماسة للممرضات في ألمانيا والتي جذبت طلبات للإدراج ووتقديرات على نطاق واسع، حتى فلورنس نايتينجيل الممرضة البريطانية في حرب القرم تم تدريبها في كايسرفيرت وتأثرت بأعمال سيفكنج، وربما قابلتها في لندن خلال صديقها كرستيان فون بونسن. جعلت نايتينجل من التمريض مهنة للممرضات المٌدربات من الطبقة الوسطى.
بشكل سري نشرت سيفكنج الورعة كتابات دينية مثل: مشاهدات (بالألمانية: Betrachtungen)و اعتبارات من الكتابات المقدسة (بالألمانية: Beschäftigungen mit der heiligen Schrift)و وصفت نفسها بأنها«صاحبة مذهب عقلاني» 
، وقد تأثرت بعلم الاهوت من أوجست هيرمان فرانكي. أظهرت سيفكنج تعاطفًا مع المهمشين من المجتمع دون أن تظهر أي دعم سياسي للإصلاح الطبقي.
عاشت سيفكنج على معاش مجلس الشيوخ واثنتين من المواريث الصغيرة وظلت محافظة على اعتمادها على ذاتها. وبعد وفاتها أكملت صديقتها إليزا أفيرديك (1808-1907)  مسيرة أعمالها. استعرضت الشاعرة سوفي شواب سيرتها الذاتية بعنوان «فاعلة الخير الهانزية» (Hanseatic Philanthropist) والتي وجدت «صدى مبهج» في روحها المسيحية.

## وفاتها
تُوفيت في هامبورغ ودُفنت في مقبرة هام القديمة عند كنيسة الثالوث في هامبورغ هام في مقابر عائلة سيفكنج وشيبيغوجا، وقد بنى هذا الضريح ابن عمها كارل سيفكنج وصممه المهندس المعماري اليكسيس دي شاتينويف.

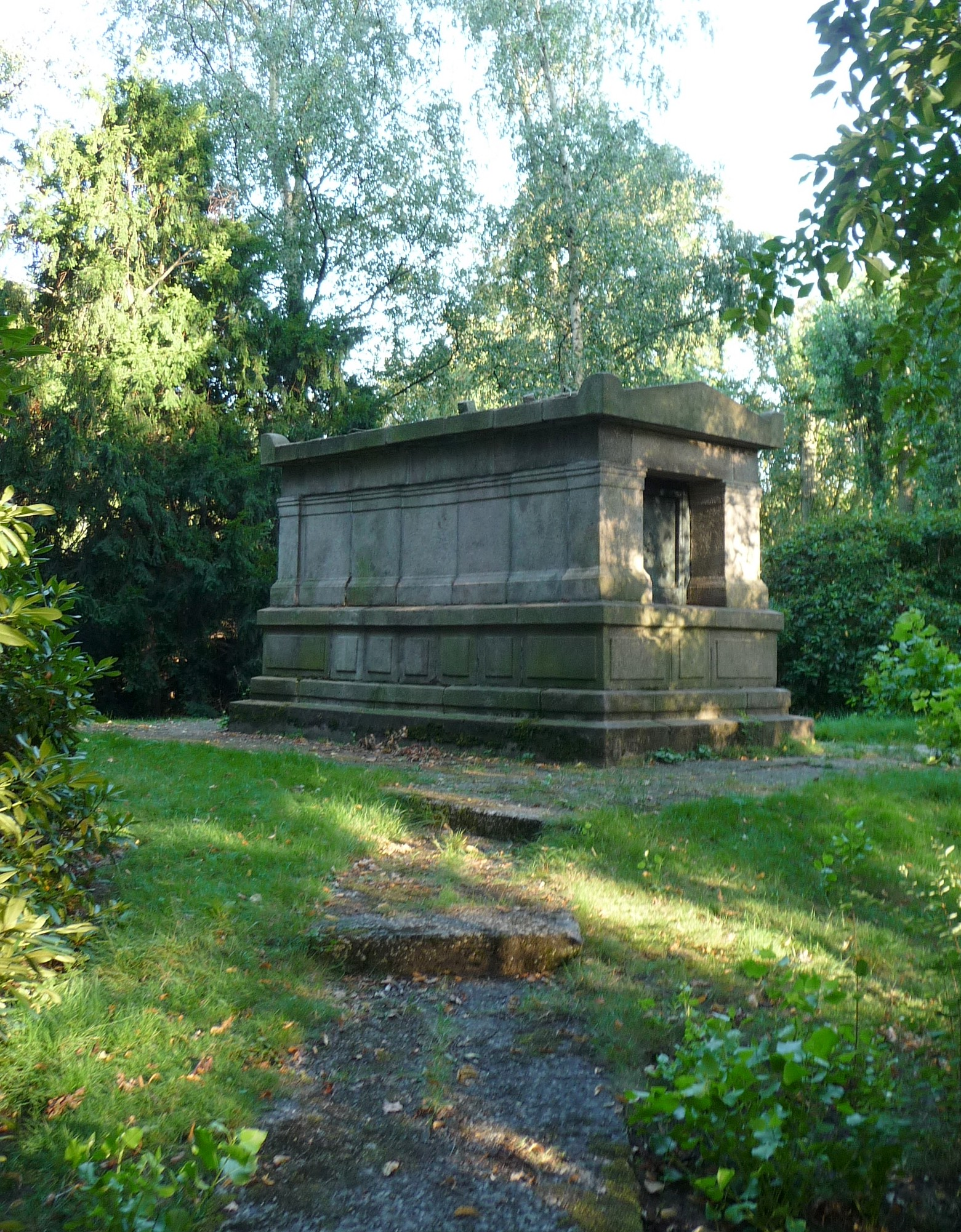
مقبرة سيفكنج في المقابر القديمة في هام في هامبورغ

## إرثها
- عيدها في تقويم عن القدسين هو الأول من شهر أبريل (نسيان).
- مستشفى امالي سيفكنج في هامبورج فولكسدورف حيث سُميت من أجلها وهي الآن تابعة لمستشفى البيرتين ديكاكونيفرك في هامبورج.[12]
- منزل امالي سيفكنج في رادبويل في ولاية ساكسونية الألمانية للمسنين.[13]